# Trinquemalay
Thirukonamalai, Trinquemalay, Trinquemale, Trincomali ou Trincomalee (en tamoul : திருகோணமலை, Thirukonamalai, en singhalais : ත්‍රිකුණාමලය, Trikunamalaya), est une ville portuaire située sur la côte nord-est du Sri Lanka à 110 km de Kandy. Il s'agit de la capitale de la Province de l'Est. La ville est bâtie sur une presqu'île à l'entrée de la plus importante baie de la côte orientale de l'île.
Le recensement de la ville en 2012 indique que la ville possède une population de 99 135 habitants, dont une grande majorité est tamoule.
Trincomalee avait été désigné par l'Îlam tamoul comme sa capitale, bien que l'organisation n'en ait jamais eu le contrôle.

## Noms et étymologie
Le nom de la ville lui vient du célèbre temple hindou de thirukoneswaram qui a été mentionné dans des écrits anciens tels le mahabharatha dans l'Antiquité. En tamoul, la région est connue sous divers noms : thiru-kona-malai formé de thiru qui signifie saint, kona qui vient de ko (seigneur), enfin malai qui signifie mont. Ainsi thirukonamalai signifie le mont habité par le dieu suprême, Shiva. Aujourd'hui, non seulement le temple et la ville mais toute la province portent le nom de Thirukonamalai.

## Histoire

### Colonisation néerlandaise
Trinquemalay a été française pendant trois mois, quand l'amiral Jacob Blanquet de la Haye, arriva sur la ville en mars 1670. N'ayant pas le soutien du roi de Kandy, la flotte hollandaise commandée par Rijcklof van Goens finit par encercler et affamer les Français, qui partiront vers le sud de l'Inde. Mais on laissa dans l'îlot dit du Soleil un fort "dans la pensée de laisser une garnison dans ce lieu de Trinquemale, ... Mr le Général avait déjà établi tout l'ordre qu'il se pouvait,après avoir achevé ce fort avec assez de peine bien que ce ne fût pas chose fort considérable ni de grande résistance puisque ce n'était seulement qu'une espèce de triangle sur le haut avec dix pièces de canon et plus bas dans son milieu il y avait une batterie de dix autres pièces avec un fort parapet pour mettre ceux qui les serviraient à couvert. Dans le fond et à fleur d'eau il y en avait une autre de même force et beaucoup nécessaire. Tout autour de cet illet qui pouvait avoir trois cents pas de circonférence il y avait quelques pièces de canon toutes de fer avec peu d'autres fortifications ; les maisons ou barraques qui n'étaient faites que de bois couvertes de branchages et feuilles de palmier situées dans le milieu. Mr de Lesbory établi gouverneur à Trinquemalle au Fort-Maurice - Mr de Lesbory homme d'un mérite considérable en eut le gouvernement avec sa compagnie. Il fut reconnu en cette qualité de sa garnison. Autres officiers ; On lui mit encore Mr Dufrenne en second avec aussi sa compagnie occupant la place de lieutenant de roi. Le Père Maurice qui en avait été l'ingénieur y resta aumônier et voulut faire la charge de commissaire de l'artillerie, à quoi Mr le Général s'accorda &c..." (Voyage de Melet)
M. de Lesbory capitula devant l'amiral Ricklof le 19 juillet 1672

### Colonisation britannique
- Bataille de Trinquemalay (1782)

La Royal Navy y établit une importante base navale, la Royal Naval Dockyard, Trincomalee, connue depuis l'indépendance sous le nom de SLN Dockyard (en). Elle fut le quartier général de la East Indies Station durant la Seconde Guerre mondiale.

### Tsunami de 2004
La ville a servi de centre de secours au moment du tsunami de 2004.

## Tourisme

### Lieux et monuments
- Perché au sommet de la colline qui domine la ville, à proximité du fort Frederick, le temple de Koneswaram, hindouiste, cristallise la ferveur religieuse des Tamouls[3].

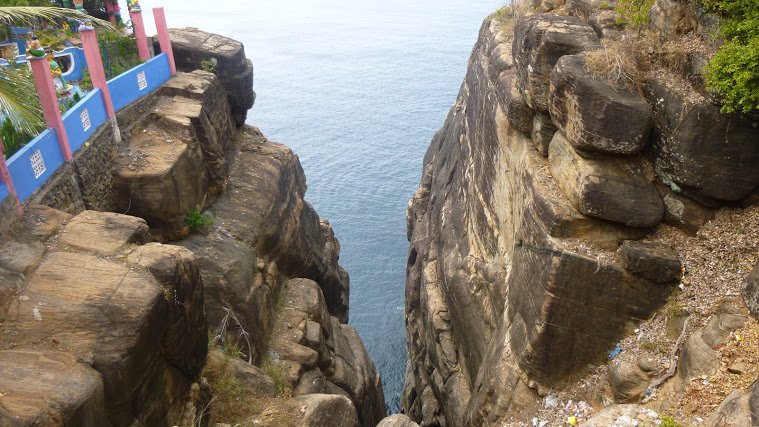
La fente de Ravana.
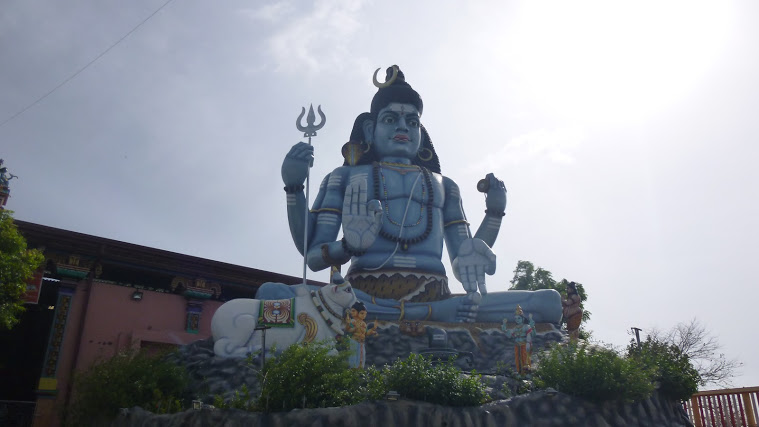
Statue de Shiva devant le temple.

### Îles
Le Parc national de Pigeon Island est accessible depuis Trinquemalay.

## Pêcheurs et leur village

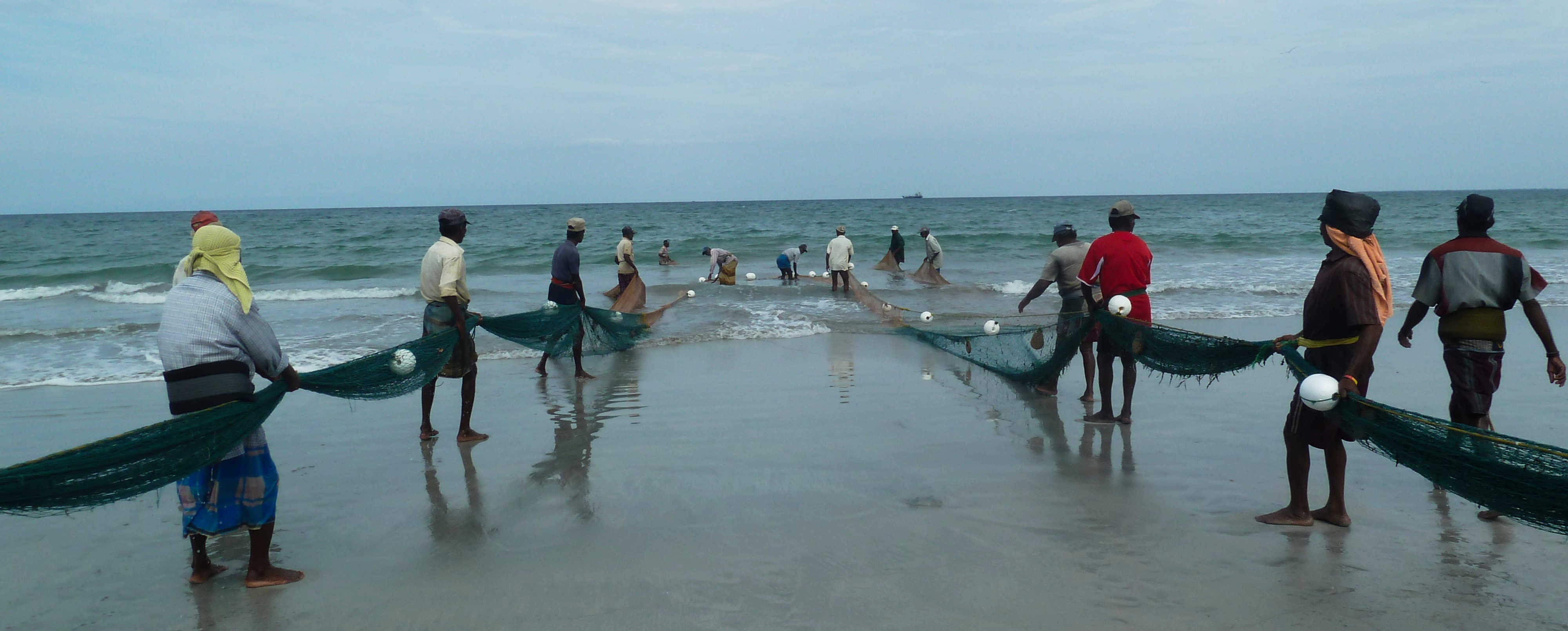
Trinquemalay, la plage des pêcheurs.
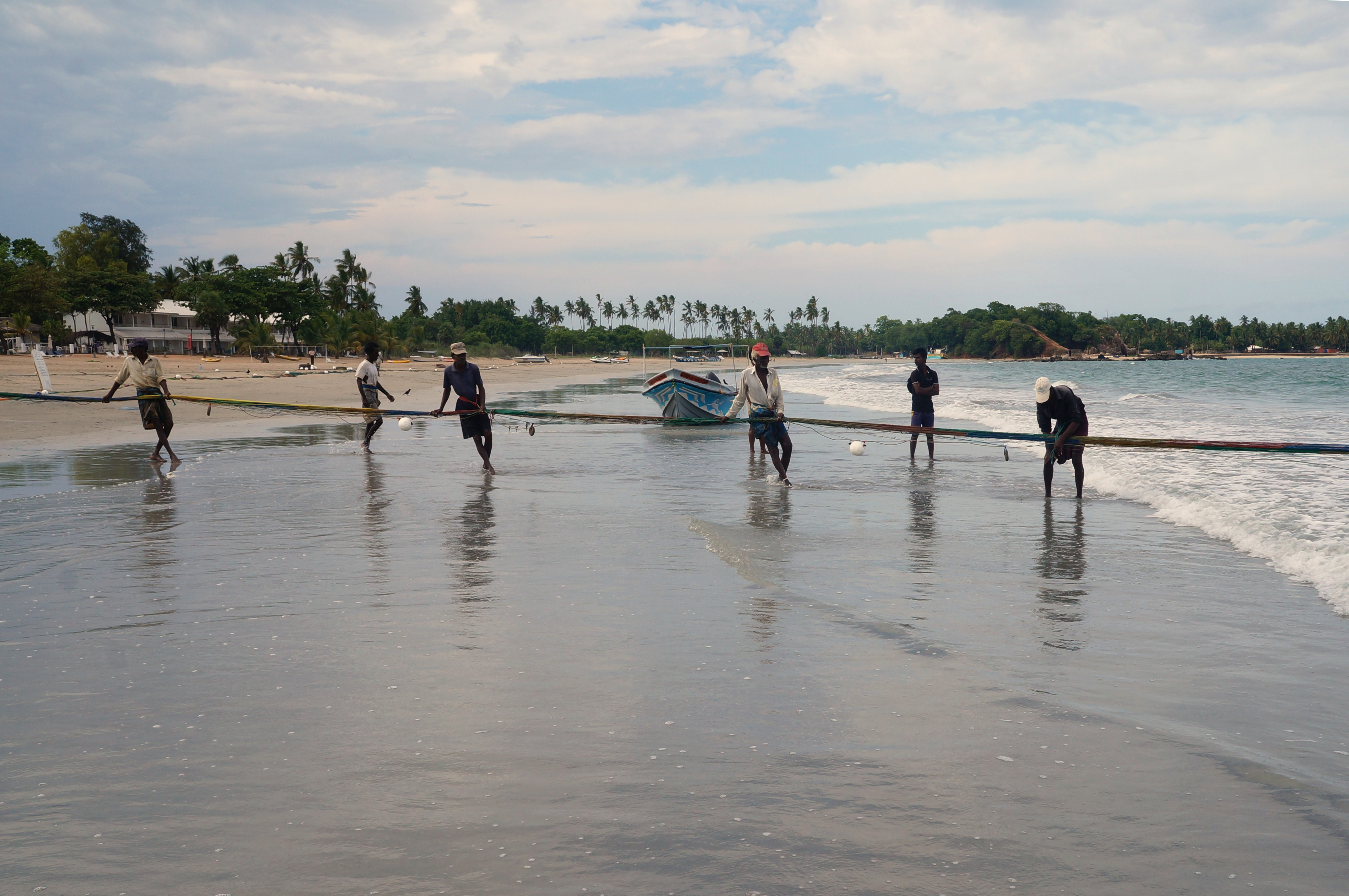
Trinquemalay, la plage des pêcheurs.
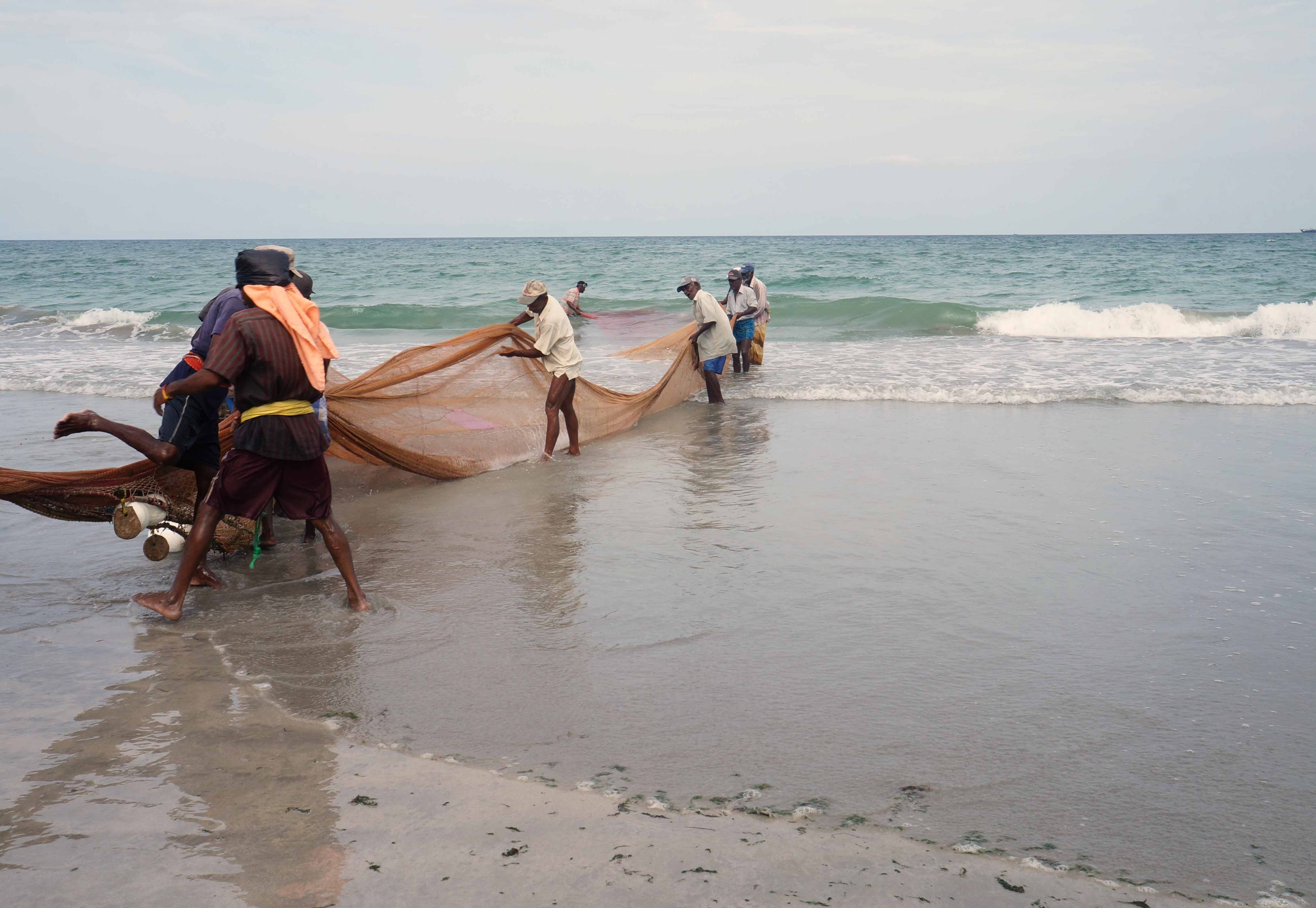
Trinquemalay, la plage des pêcheurs.
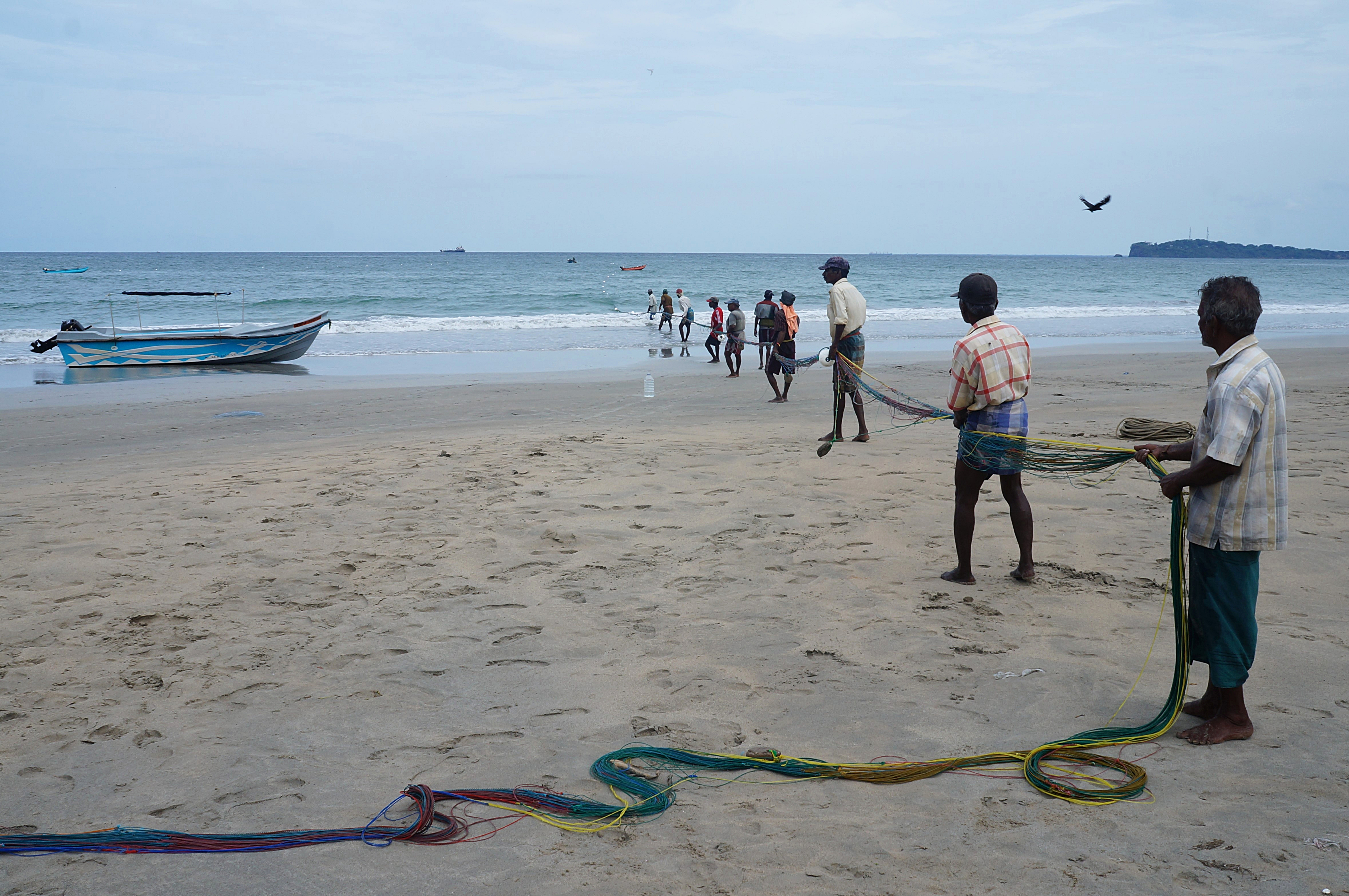
Trinquemalay, la plage des pêcheurs.
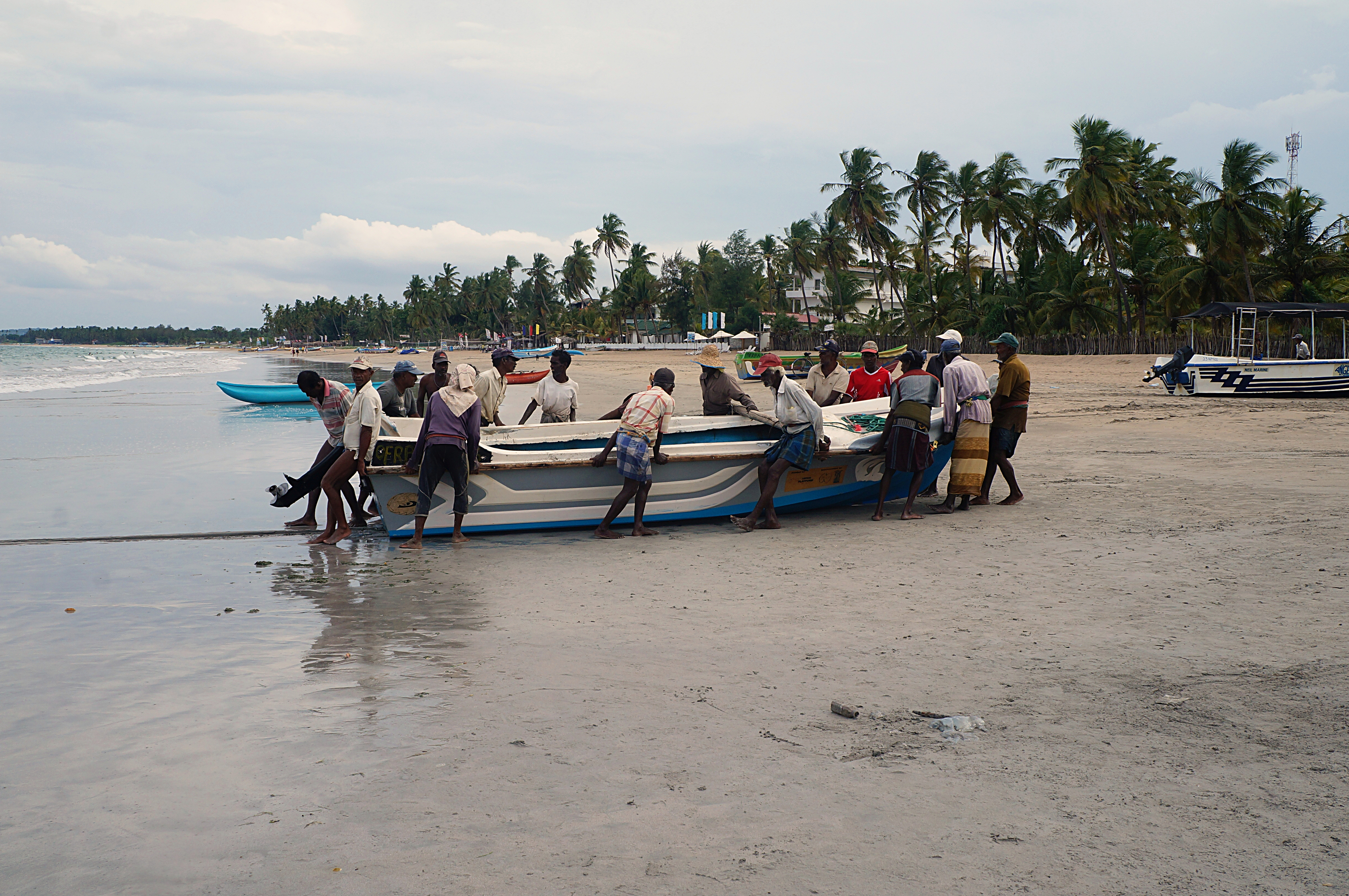
Trinquemalay, la plage des pêcheurs.
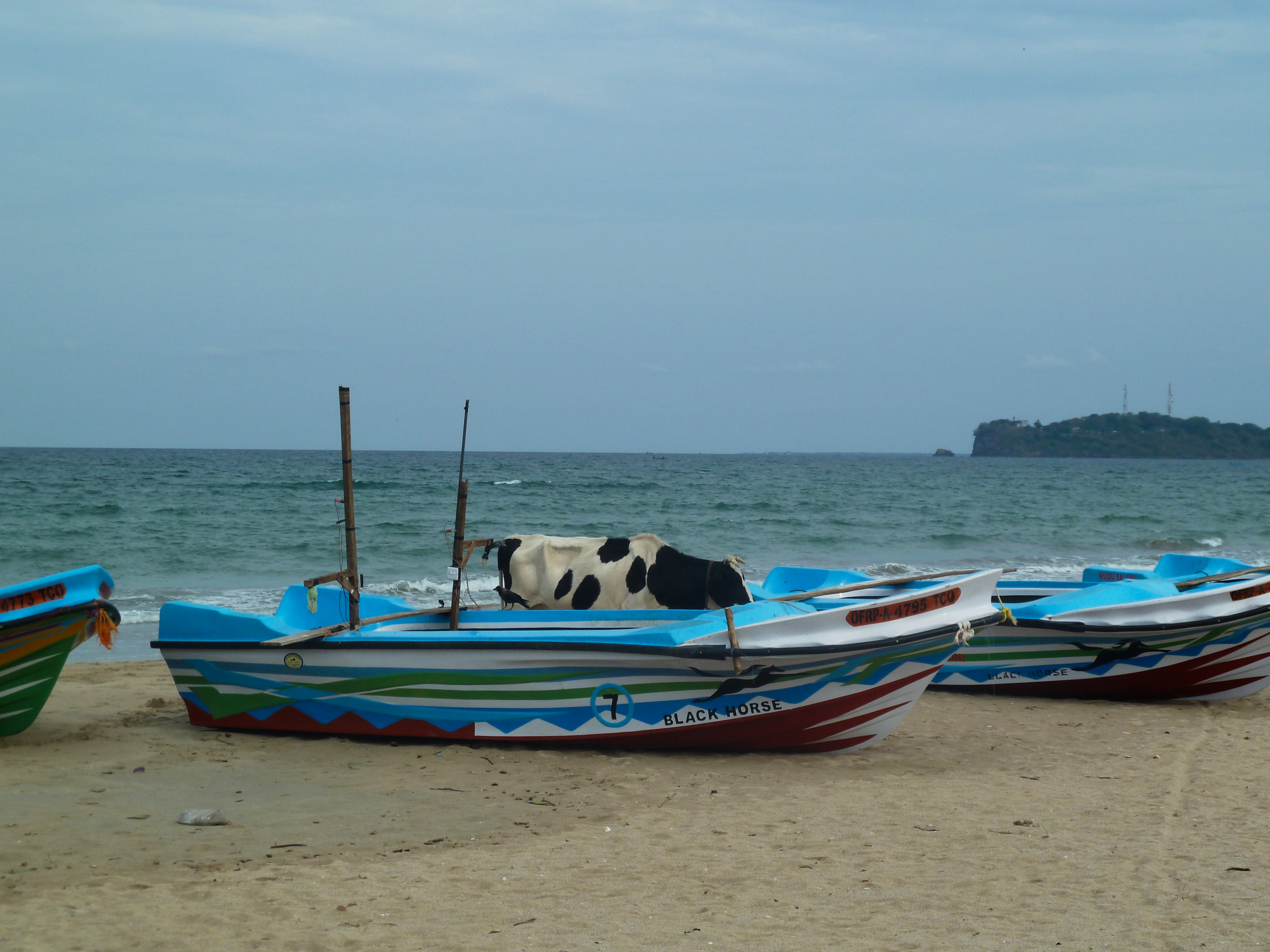
Trinquemalay, la plage des pêcheurs.
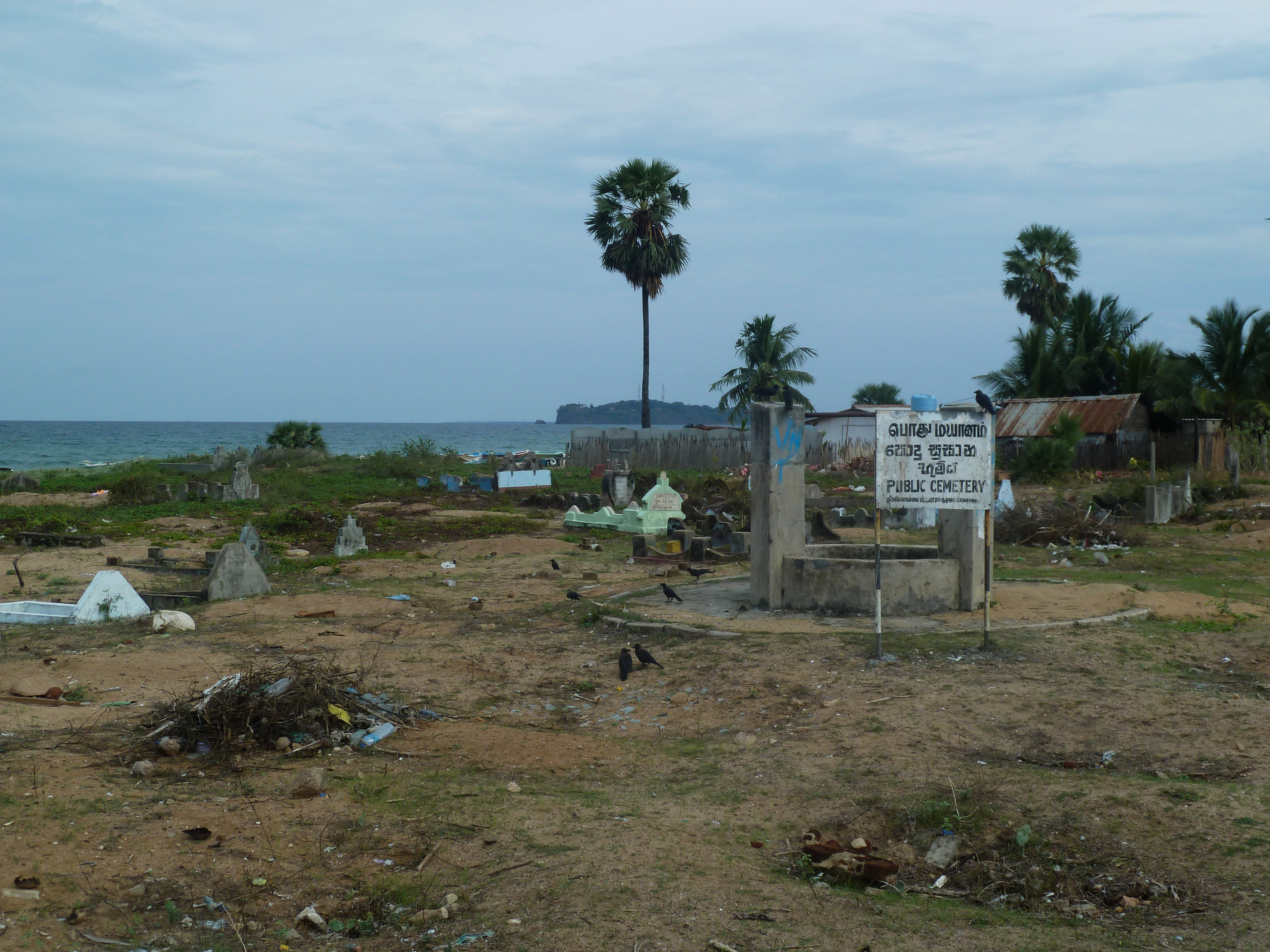
Le cimetière.
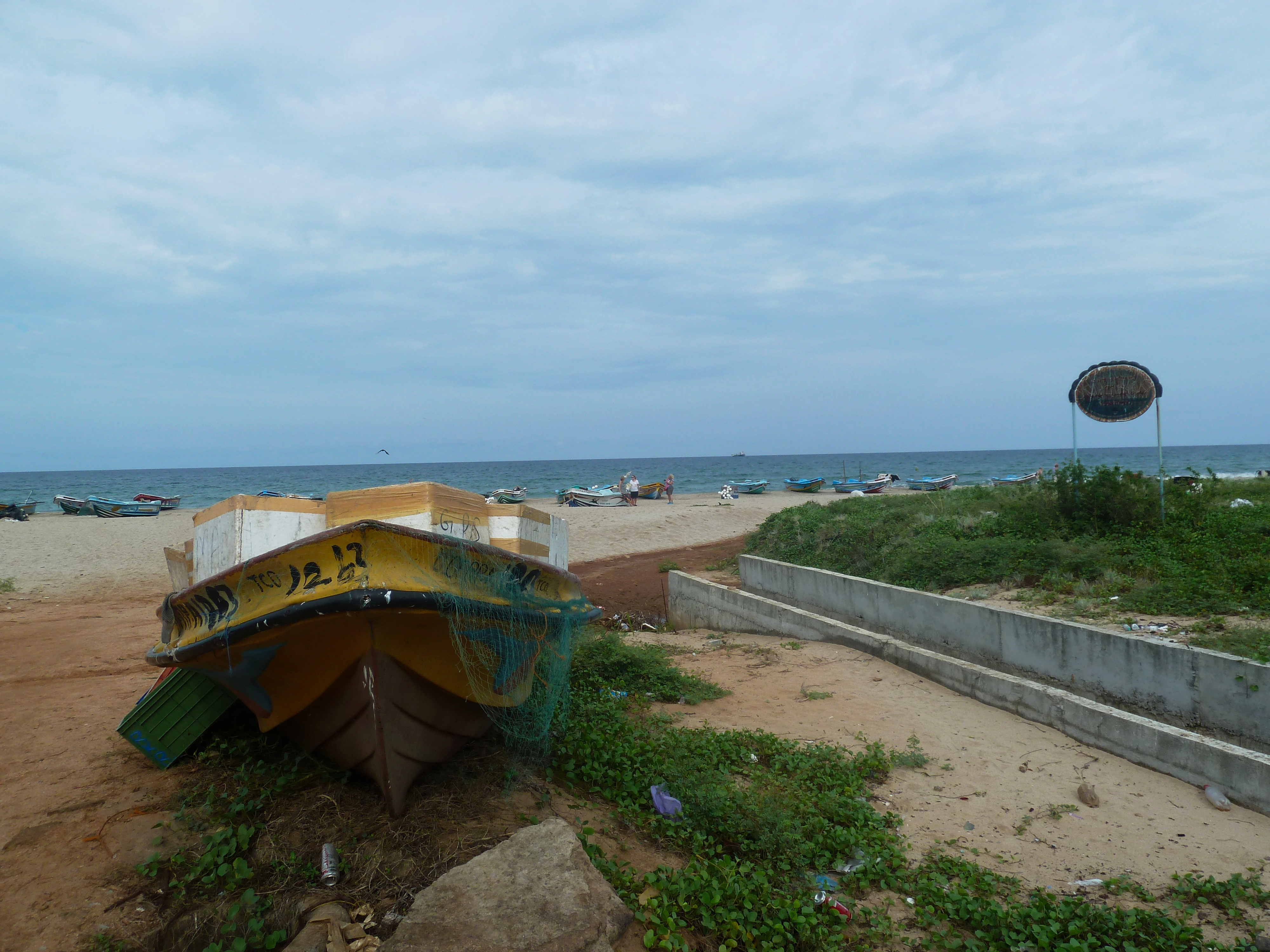
Trinquemalay, la plage des pêcheurs.
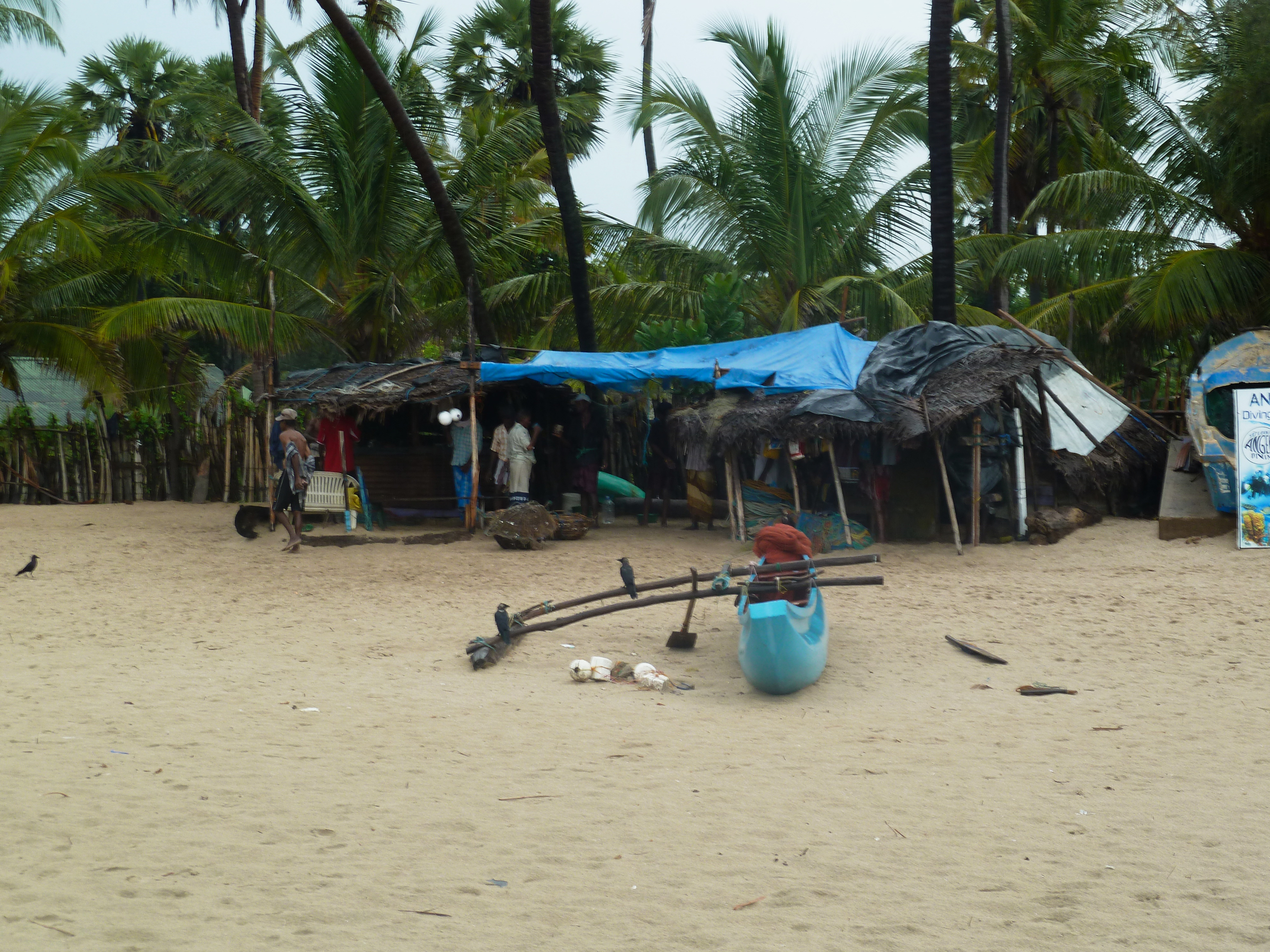
Trinquemalay, la plage des pêcheurs.
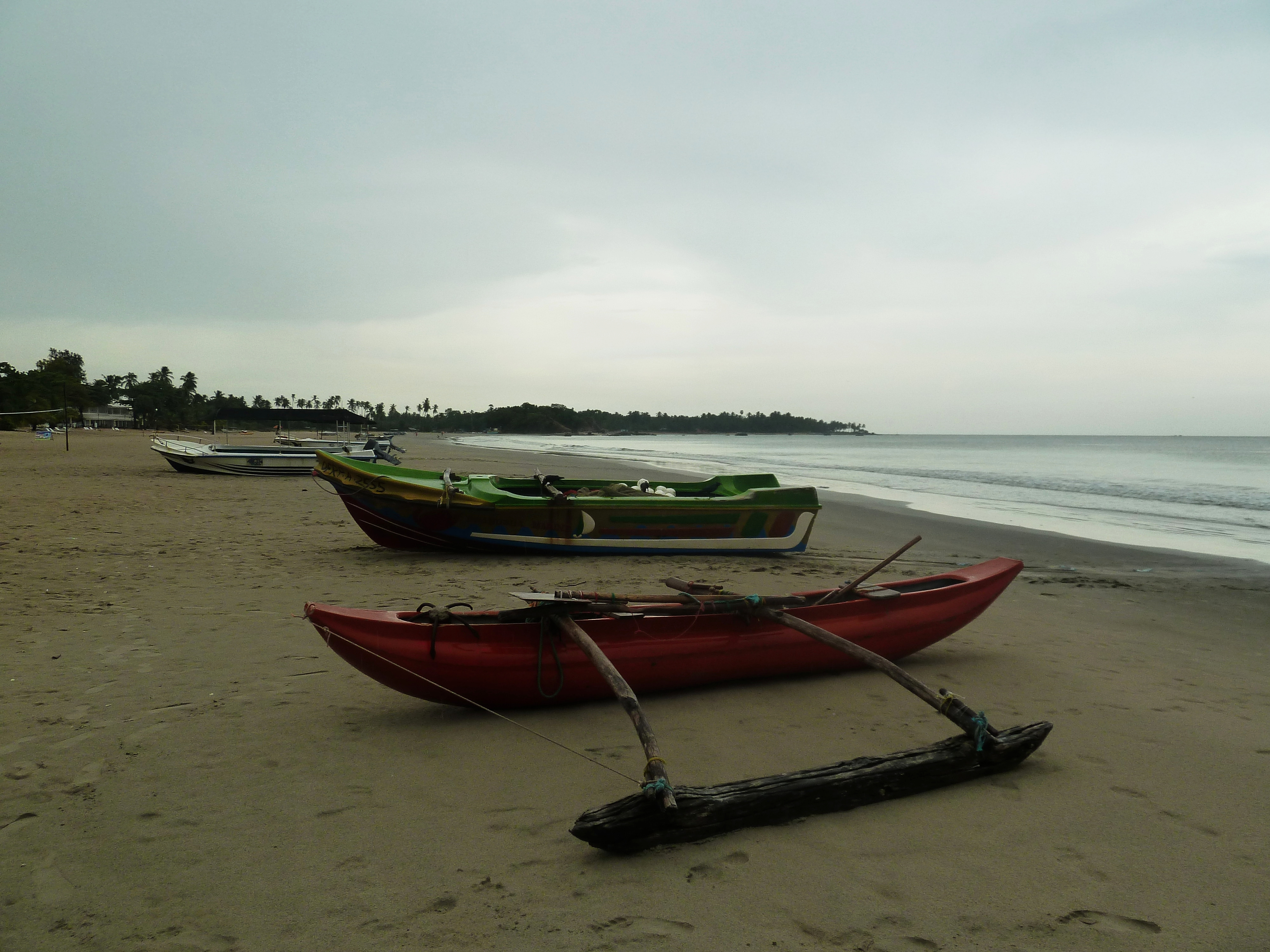
Trinquemalay, la plage des pêcheurs.
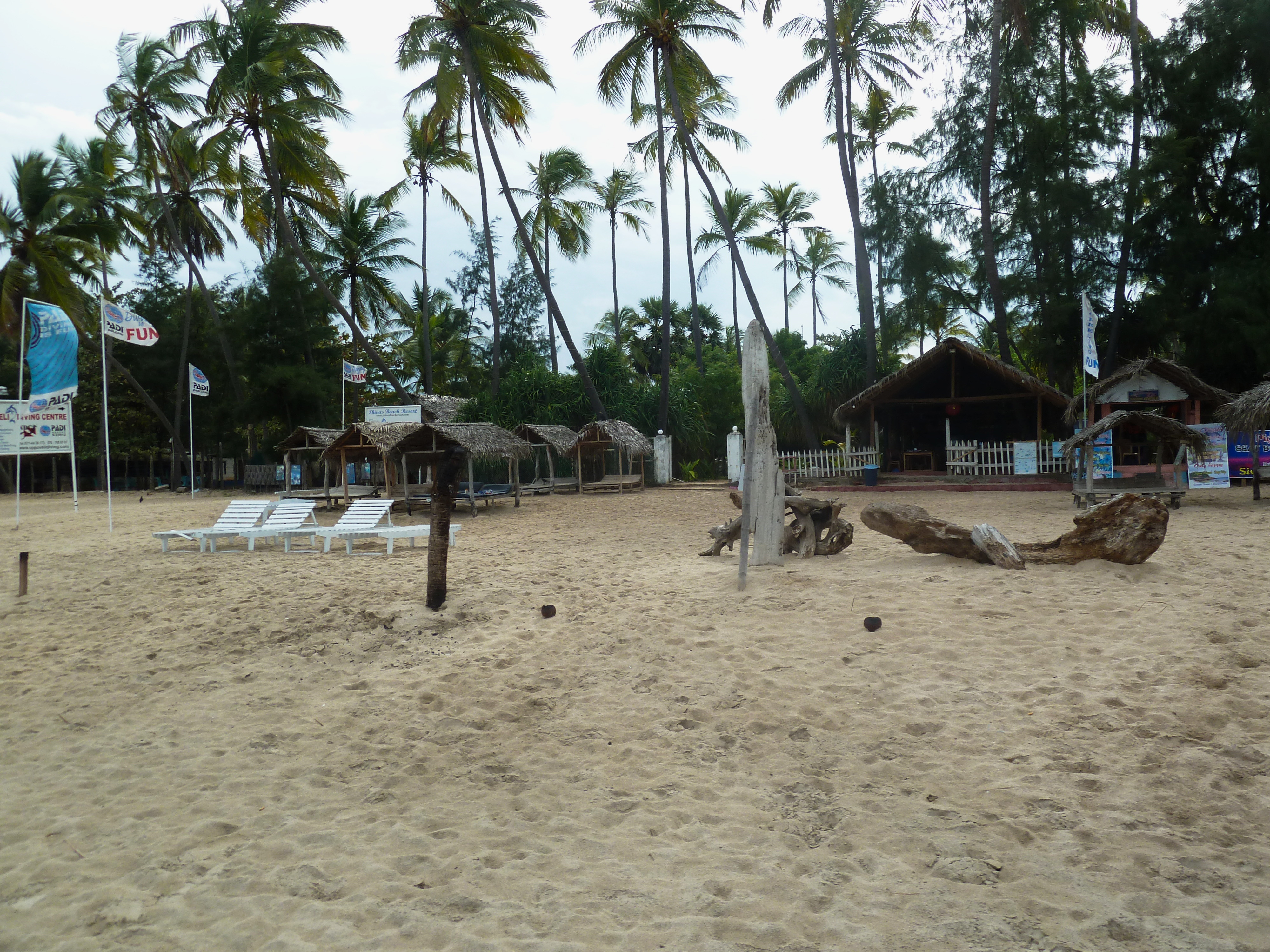
Paillotes pour touristes.